# Glostrup Bryggeri
Glostrup Bryggeri er et nu nedlagt bryggeri i Glostrup. 
Glostrup Bryggeri startede 1846 året inden Carlsberg Bryggeri og baggrunden for begge bryggerier var den i 1847 nyetablerede jernbane mellem København og Roskilde. Med tiden blev konkurrencen fra Carlsberg stadig mere alvorlig og i årene 1890-1893 blev Glostrup Bryggeri derfor udvidet og moderniseret for at kunne klare konkurrencen, men man var alligevel tvungen at finde samarbejdspartnere, hvis bryggeriet skulle overleve. I 1896 blev det solgt til det nyoprettede aktieselskab, Københavns Hvidtølsbryggerier. Bryggeriet fik stor betydning for Glostrup, og i 1890 beskæftigede det cirka 1/10 af Glostrups befolkning.
Glostrup Rådhus ligger i dag på den plads hvor bryggeriet lå. Den gamle villa som i dag er en del af rådhuset blev bygget i 1902 og var oprindeligt en del af Glostrup Bryggeri, der lå på denne plads 1846-1915.